# Lönsboda
Lönsboda is een dorp in de gemeente Osby in de zuidelijkste provincie van Zweden: Skåne. Het dorp heeft een inwoneraantal van 1899 (2005) en een oppervlakte van 228 hectare.
In Lönsboda staat de, tussen 1786 en 1790 gebouwde, Örkeneds kerk (Örkendeds kyrka).

## Verkeer en vervoer
Bij de plaats lopen de Riksväg 15, Länsväg 119 en Länsväg 121.
Osby · Lönsboda · Killeberg